# Белые ночи (радиоспектакль)
«Белые ночи» — радиоспектакль в двух частях по одноимённой повести Ф. М. Достоевского, записанный в 1980 году в главной редакции литературно-драматического вещания Всесоюзного радио. Радиопостановка входит в «Золотой фонд» Гостелерадиофонда

## Сюжет
В одну из Петербургских белых ночей познакомились и подружились Настенька и Мечтатель. Оба очень одиноки. У Мечтателя нет друзей в этом большом городе, а Настенька — сирота, живёт со старенькой бабушкой и безответно влюблена в жильца, снимающего комнату в их доме. Мечтатель влюбляется в Настеньку, но её сердце принадлежит другому…

## Над спектаклем работали
- Сценическая композиция и постановка: Алексей Баталов
- Музыкальный редактор: Ольга Трацевская
- Литературный редактор: Мириам Ашкинезер

## Действующие лица и исполнители
- Мечтатель — Алексей Баталов
- Настенька — Анна Каменкова
- Жилец — Олег Вавилов
- Матрёна — Лидия Рюмина
- Бабушка — Анна Белоусова
- Фёкла — Алла Котельникова

## История создания
Алексей Баталов потом вспоминал, что во время работы над постановкой постоянно что-то дописывали, предлагали редакции различные варианты, продлевали сроки сдачи. Актеры, приходившие для записи сцены на час, задерживались в студии до поздней ночи. Отдельная огромная работа была проделана с подбором музыкального сопровождения.

## Трансляции
- 2008 — Радио «Культура»: передача «Театр FM» с Мариной Багдасарян[3]

## Издания
- 2007 — Элитайл: «Белые ночи» (CD-Mp3)